# Montfort (Alpes-de-Haute-Provence)
Pour les articles homonymes, voir Montfort.
Montfort est une commune française, située dans le département des Alpes-de-Haute-Provence en région Provence-Alpes-Côte d'Azur. Le nom des habitants de Montfort est Montfortains,.
Situé sur une colline dominant la vallée de la Durance, le village de Montfort présente un relief ne dépassant pas les 1 000 mètres et un risque sismique moyen. L'histoire communale s'inscrit dans l'histoire régionale : guerres de religion, Révolution française, résistance à Napoléon III, guerres mondiales. L'exode rural a beaucoup touché la commune, qui a vu sa population diminuée de plus des deux-tiers. La croissance démographique s'est ensuite réamorcée dans les années 1930.
La commune, équipée d'une école, compte près de 400 habitants dans les années 2000. Le territoire est orienté vers une agriculture de qualité, avec plusieurs AOC et labels pour le fromage, l'huile d'olive, le vin, le miel... Le patrimoine bâti est bien conservé, dans le village perché, avec plusieurs anciens ponts et un ermitage, comprenant l'église Saint-Donat.

## Géographie

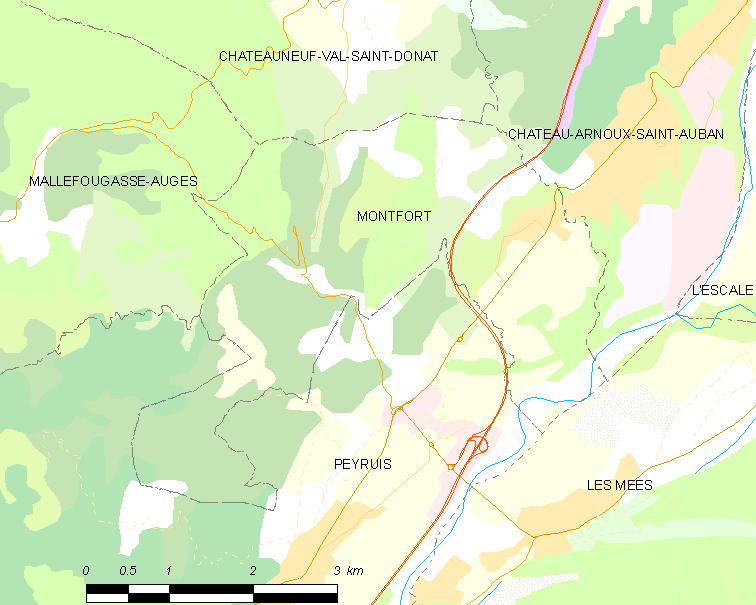
Montfort et les communes voisines (Cliquez sur la carte pour accéder à une grande carte avec la légende).

Les communes limitrophes sont Châteauneuf-Val-Saint-Donat, Château-Arnoux-Saint-Auban, Mallefougasse-Augès, Les Mées et Peyruis.

### Topographie
Le territoire se situe dans la partie est de la vallée de la Durance. Le lit de la rivière constitue la partie la plus basse, à 395 mètres. Vers l'ouest, il est prolongé par un petit plateau, puis par des collines (le village est implantée sur l'une d'elles, à environ 520 mètres d'altitude) puis par une vallée intermédiaire occupée par l'autoroute (autour de 500 mètres d'altitude). Les coteaux de Ponfige amorcent ensuite, avec le mont de la Louvière (674 mètres), les premières pentes du chainon de la montagne de Lure, vers le nord-ouest. La limite communale forme une excroissance qui se prolonge vers le sud-ouest, au-delà du ravin du Bouy, jusqu'au mont Tourdeaux à 877 mètres d'altitude (au nord-ouest de Peyruis).

### Géologie

Massif des Alpes et localisation des Baronnies.

Le territoire se situe au sud-ouest des Baronnies, sur des formations calcaires provençales du Jurassique supérieur et du Crétacé inférieur (roches sédimentaires issues d'un ancien océan alpin), entre plusieurs formations géologiques majeures des Alpes :
- les chaînons de Lure ;
- la nappe de Digne à l'est[6], au niveau du lobe de Valavoire[7] : il s'agit d'une nappe de charriage, c'est-à-dire d'une dalle épaisse de près de 5 000 m qui s'est déplacée vers le sud-ouest durant l'Oligocène et la fin de la formation des Alpes. Les lobes (ou écailles) correspondent à la bordure découpée à l'ouest de la nappe ;
- la faille de la Durance au sud-est, dans la vallée ;
- le plateau de Valensole au sud-est : bassin molassique du Miocène et du Pliocène composé de roches sédimentaires détritiques (dépôts liés à l'érosion des montagnes apparues à l'Oligocène).

### Hydrographie
La Durance borde la commune au sud. C'est une rivière dite « capricieuse » et autrefois redoutée pour ses crues (elle était appelée le 3e fléau de la Provence) aussi bien que pour ses étiages, la Durance est une rivière à la fois alpine et méditerranéenne à la morphologie bien particulière.
Un ruisseau coule dans le ravin de Chabrières, en limite nord-est. Plusieurs ruisseaux intermittents se rejoignent dans le Thoron et le ravin du Bouy, puis dans le ravin de Mardaric. Ces ravins se déversent dans la Durance.

### Climat
Pour des articles plus généraux, voir Climat de Provence-Alpes-Côte d'Azur et Climat des Alpes-de-Haute-Provence.
En 2010, le climat de la commune est de type climat méditerranéen altéré, selon une étude du Centre national de la recherche scientifique s'appuyant sur une série de données couvrant la période 1971-2000. En 2020, Météo-France publie une typologie des climats de la France métropolitaine dans laquelle la commune est exposée à un climat de montagne ou de marges de montagne et est dans la région climatique Alpes du sud, caractérisée par une pluviométrie annuelle de 850 à 1 000 mm, minimale en été.
Pour la période 1971-2000, la température annuelle moyenne est de 12 °C, avec une amplitude thermique annuelle de 17,3 °C. Le cumul annuel moyen de précipitations est de 798 mm, avec 6,4 jours de précipitations en janvier et 4,1 jours en juillet. Pour la période 1991-2020, la température moyenne annuelle observée sur la station météorologique de Météo-France la plus proche, « Saint-Auban », sur la commune de Château-Arnoux-Saint-Auban à 4 km à vol d'oiseau, est de 13,4 °C et le cumul annuel moyen de précipitations est de 714,2 mm. 
La température maximale relevée sur cette station est de 42,2 °C, atteinte le 28 juin 2019 ; la température minimale est de −13,4 °C, atteinte le 10 janvier 1985,,.
Les paramètres climatiques de la commune ont été estimés pour le milieu du siècle (2041-2070) selon différents scénarios d'émission de gaz à effet de serre à partir des nouvelles projections climatiques de référence DRIAS-2020. Ils sont consultables sur un site dédié publié par Météo-France en novembre 2022.

### Environnement
La commune compte 715 ha de bois et forêts, soit 59 % de sa superficie.

### Transports
La commune se situe entre Forcalquier (au sud-ouest), Digne-les-Bains à l'est et Gap plus loin au nord.
Montfort est desservi par la RD501, la route départementale 4096 passe au pied du village . La commune est traversée par l'autoroute A51 Val de Durance, la sortie la plus proche est la sortie 20 (Peyruis).
Les gares SNCF les plus proches sont à Château-Arnoux-Saint-Auban à 2 km, Sisteron à 14 km et La Brillanne-Oraison à 17 km ; ces trois gares sont situées sur la ligne Lyon-Perrache - Marseille-Saint-Charles (via Grenoble) qui traverse la commune au Sud.
Distance des grandes villes françaises
L'orientation et la localisation de Montfort par rapport à quelques grandes villes françaises sont données dans le tableau suivant. Distance à vol d'oiseau :
| Ville                | Marseille | Nice         | Montpellier  | Lyon       | Toulouse   | Strasbourg   | Bordeaux   | Paris      | Nantes       | Rennes       | Lille      |
| Distance Orientation | 98 km (S) | 111 km (S-E) | 176 km (S-O) | 209 km (N) | 367 km (O) | 521 km (N-E) | 529 km (O) | 603 km (N) | 685 km (N-O) | 742 km (N-0) | 763 km (N) |

### Risques naturels et technologiques
Aucune des 200 communes du département n'est en zone de risque sismique nul. Le canton de Volonne auquel appartient Montfort est en zone 1b (sismicité faible) selon la classification déterministe de 1991, basée sur les séismes historiques, et en zone 4 (risque moyen) selon la classification probabiliste EC8 de 2011. La commune de Montfort est également exposée à trois autres risques naturels :
- feu de forêt,

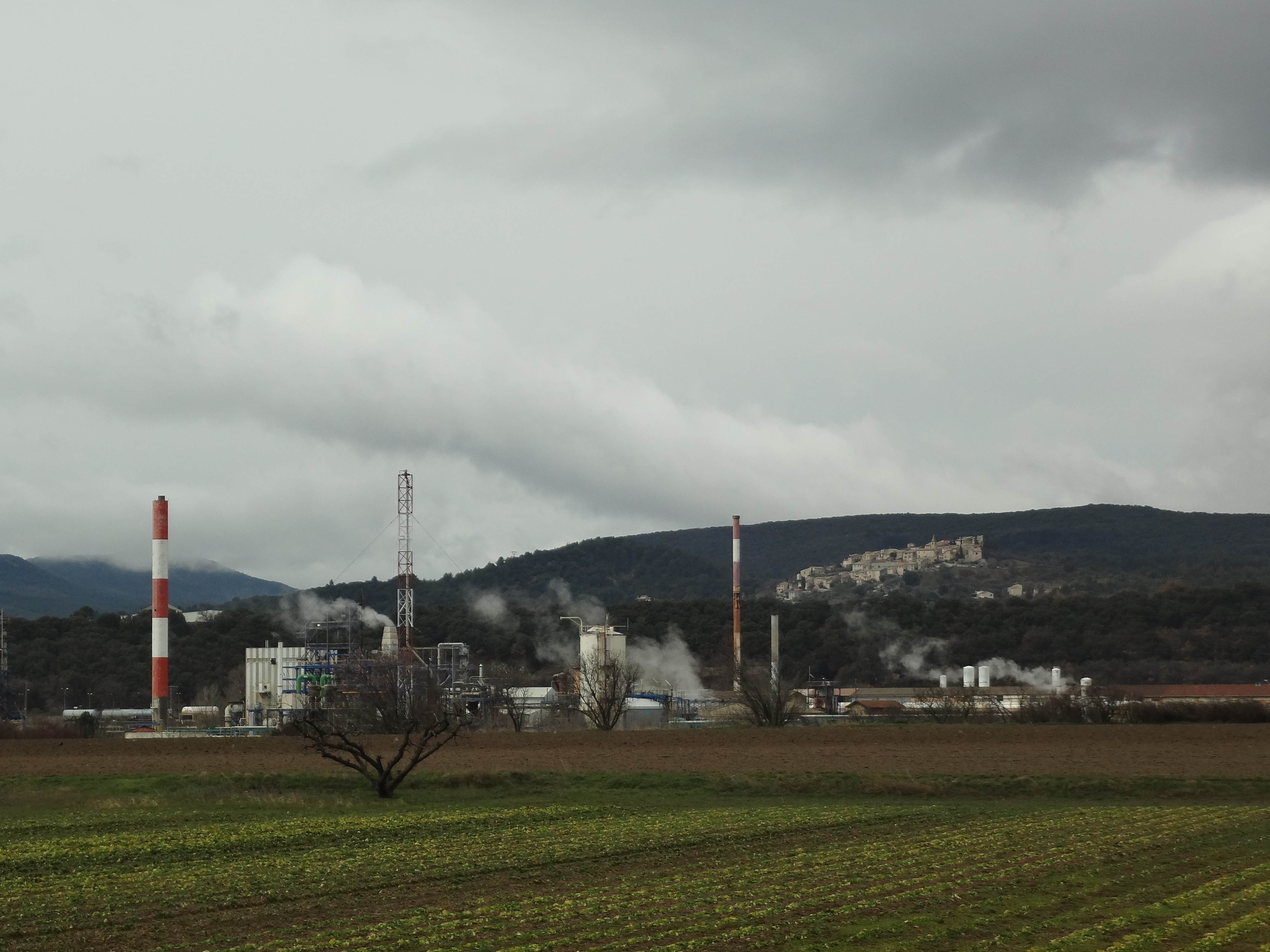
L’usine Seveso Arkema est très proche du village de Montfort

- inondation (dans la vallée de la Durance ),
- mouvement de terrain : une partie importante de la commune est concernée par un aléa moyen à fort[19].

La commune de Montfort est de plus exposée à trois risques d’origine technologique :
- risque de rupture de barrage : toute la vallée de la Durance serait menacée par la vague en cas de rupture du barrage de Serre-Ponçon[21] ;
- risque industriel, lié à la proximité de l’usine Arkema de Saint-Auban, classée Seveso seuil haut[22] ;
- risque lié au transports de matières dangereuses, par rail, route et canalisations. Il s’agit en majorité du transport de matières premières à destination ou de produits finis en provenance des usines Arkema de Saint-Auban par la RD 4096 et l’autoroute A51[23] :
  - en ce qui concerne la voie ferrée, c’est la ligne de Lyon à Marseille (via Grenoble) qui traverse la commune[24] ;
  - l’autoroute A51 et la départementale RD4096 (ancienne route nationale 96) peuvent être empruntées par les transports routiers de marchandises dangereuses[24] ;
  - deux canalisations transportant de l’éthylène (Transéthylène et Transalpes) traversent la commune[25],[26].

Aucun plan de prévention des risques naturels prévisibles (PPR) n’existe pour la commune, à part le plan des surfaces submersibles de 1961 et le Dicrim n’existe pas. La commune est incluse dans le plan particulier d'intervention de l’usine Arkema.
Un seul tremblement de terre a été fortement ressenti dans la commune dans une période récente. Ce séisme a atteint une intensité macro-sismique ressentie de V sur l’échelle MSK (dormeurs réveillés, chutes d’objets) et il s’agit du tremblement de terre du 22 octobre 1963 dont l’épicentre était situé à Malijai,.

### Toponymie

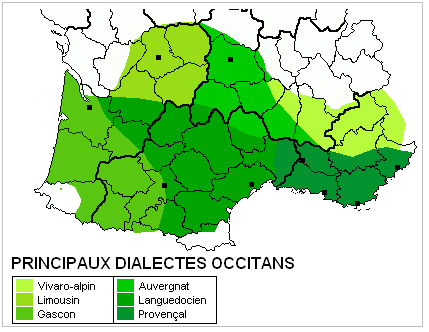
La montagne de Lure, frontière linguistique entre le provençal et le vivaro-alpin

Montfort s'écrit dit Montfòrt en provençal classique et Mount-Fort en provençal de norme mistralienne.

## Urbanisme

### Typologie
Au 1er janvier 2024, Montfort est catégorisée commune rurale à habitat dispersé, selon la nouvelle grille communale de densité à 7 niveaux définie par l'Insee en 2022.
Elle appartient à l'unité urbaine de Château-Arnoux-Saint-Auban, une agglomération intra-départementale dont elle est une commune de la banlieue,. La commune est en outre hors attraction des villes,.

### Occupation des sols
L'occupation des sols de la commune, telle qu'elle ressort de la base de données européenne d’occupation biophysique des sols Corine Land Cover (CLC), est marquée par l'importance des forêts et milieux semi-naturels (70,4 % en 2018), en augmentation par rapport à 1990 (69,1 %). La répartition détaillée en 2018 est la suivante : 
forêts (56,1 %), terres arables (14,2 %), zones agricoles hétérogènes (13,2 %), milieux à végétation arbustive et/ou herbacée (10,7 %), espaces ouverts, sans ou avec peu de végétation (3,6 %), zones urbanisées (2,1 %).
L'évolution de l’occupation des sols de la commune et de ses infrastructures peut être observée sur les différentes représentations cartographiques du territoire : la carte de Cassini (XVIIIe siècle), la carte d'état-major (1820-1866) et les cartes ou photos aériennes de l'IGN pour la période actuelle (1950 à aujourd'hui).

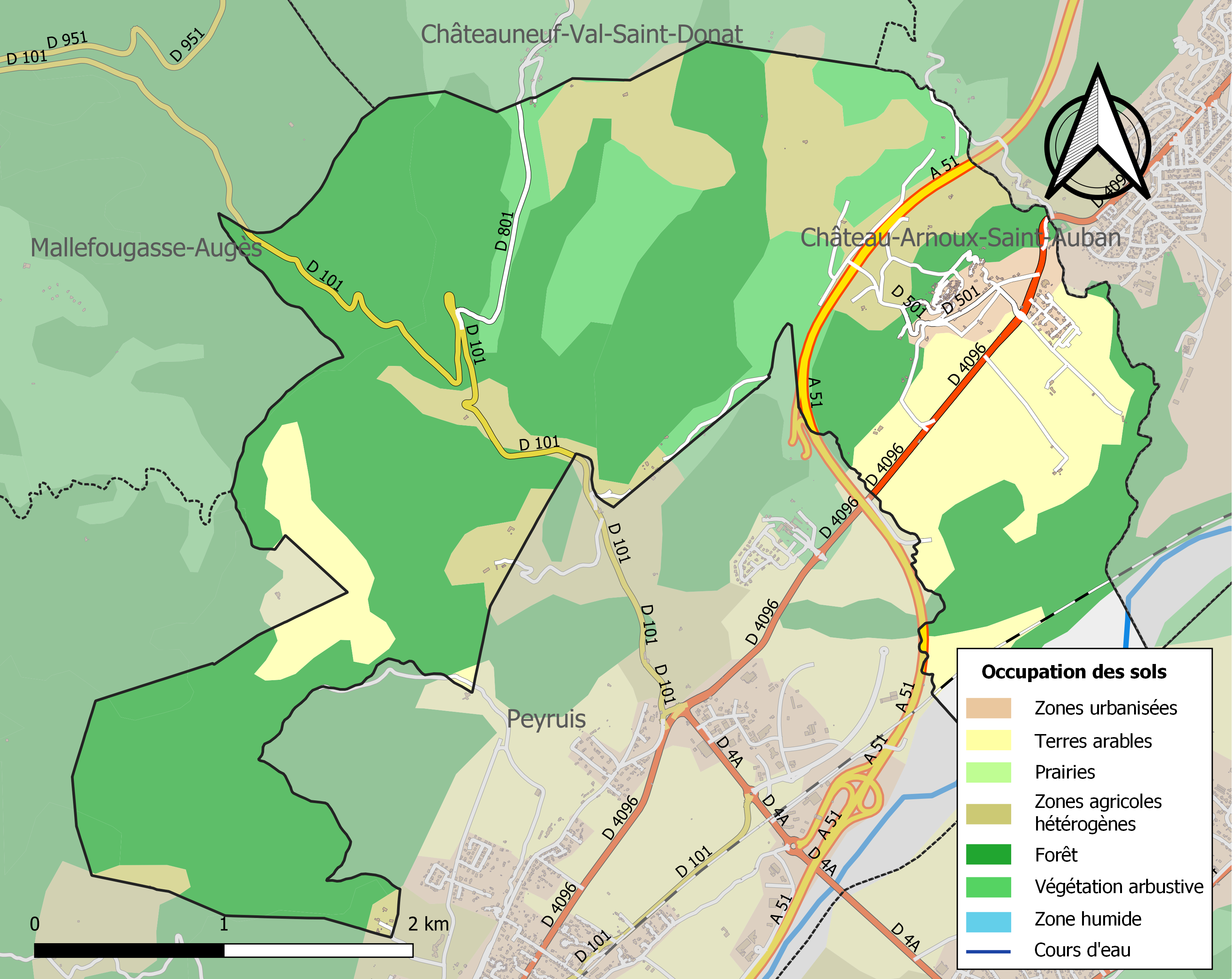
Carte de l'occupation des sols de la commune en 2018 (CLC).

## Histoire

### Préhistoire et Antiquité
Des traces d’occupation chalcolithique ont été retrouvées sur la commune.
La voie domitienne passe sur la commune.
Dans l’Antiquité, le territoire de Montfort fait partie de celui des Sogiontiques (Sogiontii), dont le territoire s’étend du sud des Baronnies à la Durance. Les Sogiontiques sont fédérés aux Voconces, et après la conquête romaine, ils sont rattachés avec eux à la province romaine de Narbonnaise. Au IIe siècle, ils sont détachés des Voconces et forment une civitas distincte, avec pour capitale Segustero (Sisteron).
La limite de la commune avec sa voisine Peyruis, fixée sur le sommet de la colline de Tourdeaux, semble fixée depuis l'Antiquité. La colline est un important repère visuel dans le paysage, et qui fut le siège d'un oppidum à l'époque gauloise. La persistance d'une telle borne territoriale semble un processus courant, qui explique l'imbrication compliquée des communes de Peyruis et Montfort
.

### Moyen Âge
Alors que le sud-est de la Gaule était une terre burgonde, le roi des Ostrogoths Théodoric le Grand fait la conquête de la région entre la Durance, le Rhône et l’Isère en 510. La commune dépend donc brièvement à nouveau de l’Italie, jusqu’en 526. En effet, pour se réconcilier avec le roi burgonde Gondemar III, la régente ostrogothe Amalasonthe lui rend ce territoire.
Aux XIe siècle et XIIe siècle, les églises de Saint-Donat-le-Haut et de Saint-Donat-le-Bas, avec leurs revenus, appartenaient à l’abbaye Saint-André de Villeneuve-lès-Avignon. Le prieuré Sainte-Madeleine relevait de l’abbaye de Ganagobie.
En 1129, le comte de Forcalquier Bertrand Ier de Forcalquier s'empare du castrum, qui appartenait aux Entrevennes-Mison. Les Montfortins avaient refusé de payer l'albergue, tirant profit des guerres baussenques pour se dire inféodée au comte de Barcelone.
La localité apparaît pour la première fois dans les chartes en 1182 (Mons fortis, soit le « mont fortifié » en occitan). Le château était le siège d’une baronnie, réunie à la vicomté de Reillanne en 1379. La communauté de Montfort avait le privilège de ne pas payer la queste aux comtes de Provence (puis à leurs  successeurs, les rois de France) jusqu'à la Révolution.

### Temps modernes
Durant les guerres de religion, la place est prise par les huguenots en 1575, puis par les carcistes. Les fortifications sont ensuite rasées.

### Révolution française
Durant la Révolution, la commune compte une société patriotique, créée après la fin de 1792. Le château est vendu comme bien national le 24 germinal an II.

### Époque contemporaine

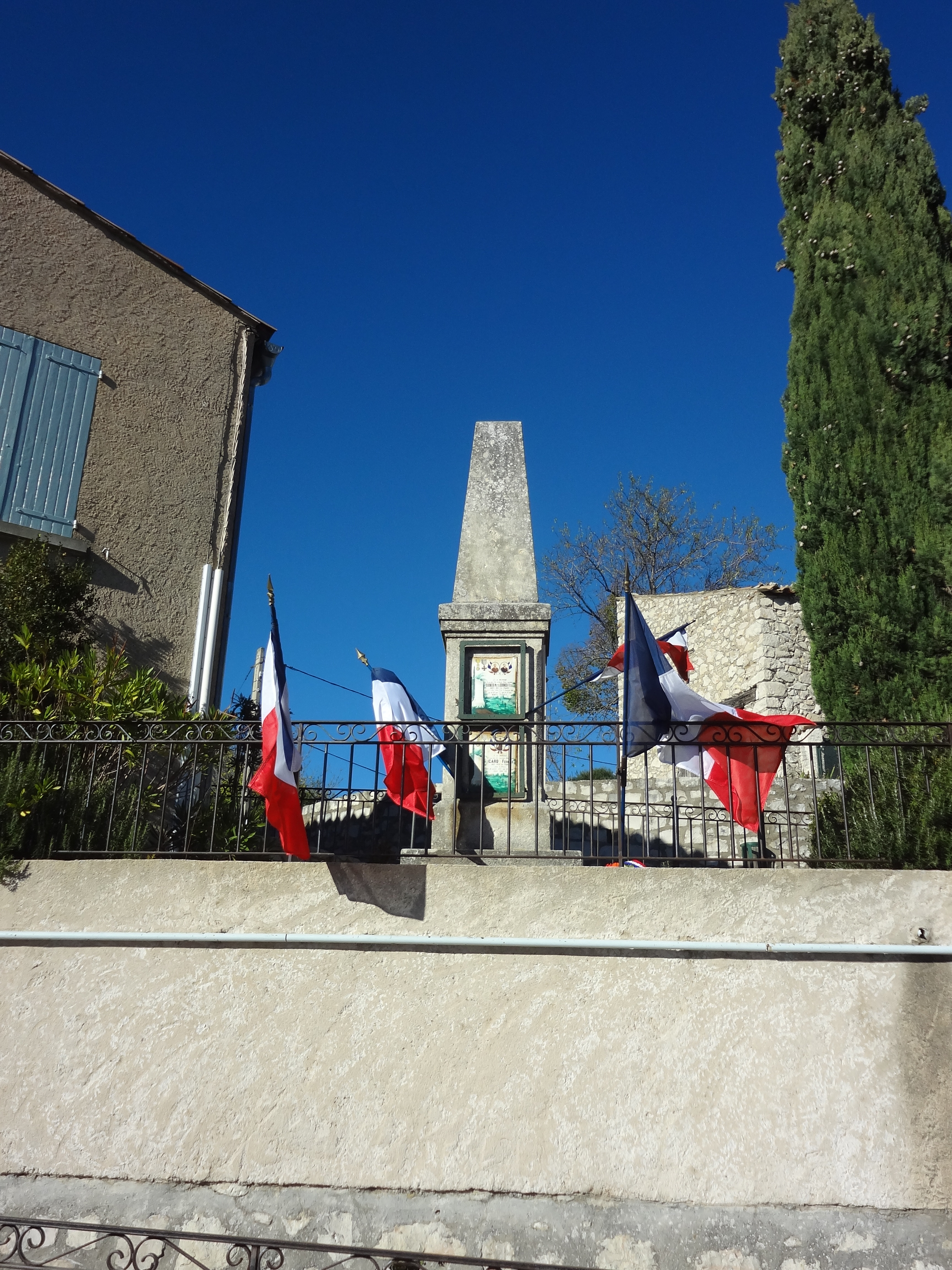
Monument aux morts de la commune.

En 1851, à la suite du coup d'État du 2 décembre de Louis-Napoléon Bonaparte, les pays de Sisteron, Forcalquier, Manosque développent une résistance pour défendre la République : 15 000 hommes en armes sont mobilisés. Les résistants prennent le contrôle de la préfecture à Digne, et forment un « Comité départemental de résistance ». L'armée, ralliée à Napoléon III, vient à bout de ce mouvement. Après l’échec de l’insurrection, une sévère répression poursuit ceux qui se sont levés pour défendre la République : 4 habitants de Montfort sont traduits devant la commission mixte.
Comme de nombreuses communes du département, Montfort se dote d’une école bien avant les lois Jules Ferry : en 1863, elle en possède déjà une qui dispense une instruction primaire aux garçons, au chef-lieu. Aucune instruction n’est donnée aux filles : ni la loi Falloux (1851), qui impose l’ouverture d’une école de filles aux communes de plus de 800 habitants, ni la première loi Duruy (1867), qui abaisse ce seuil à 500 habitants, ne concernent Montfort. Si la commune profite des subventions de la deuxième loi Duruy (1877) pour construire une école neuve, ce n’est qu’avec les lois Ferry que les filles de Montfort sont régulièrement scolarisées.
La commune est fortement touchée par l’exode rural perd plus des deux-tiers de sa population en cent ans, passant de 278 habitants dans les années 1830 à 83 habitants en 1931.
La région est également touchée par les épisodes mortels régionaux ou nationaux : épidémies de choléra puis guerres mondiales (hommes morts au front durant la Première Guerre mondiale). Durant la Seconde Guerre mondiale, le département est occupé par l'Italie en 1942-1943, puis par l'Allemagne nazie jusqu'en août 1944.
Pour préparer le débarquement de Provence, deux équipes Jedburgh sont parachutées les 8 et 9 août afin d’agir sur les arrières allemands, et notamment sur les voies de communication. Disposant du soutien de 3 000 FFI, elles prennent le contrôle de la RN 96 qui permet de remonter la vallée de la Durance de Manosque à Veynes. Au cours des opérations suivant le débarquement, les forces alliées franchissent très tôt les premières défenses allemandes, et se lancent dans de rapides offensives de débordement, afin de couper les voies de retraite à la Wehrmacht. Une colonne, partie le 17 août de Vidauban, franchit la Durance le 20 août au sud de Mirabeau. Le 143e régiment d’infanterie US forme une colonne qui remonte la vallée de la Durance toute la journée du 20 août et libère les villes et villages sur son passage, dont Montfort : la colonne passe en contrebas du village, mais il bel et bien libéré par sa progression très rapide.
Jusqu’au milieu du XXe siècle, la vigne était cultivée à Montfort. Le vin produit, de qualité médiocre, était destiné à l’autoconsommation. Cette culture est aujourd’hui abandonnée.

## Politique et administration

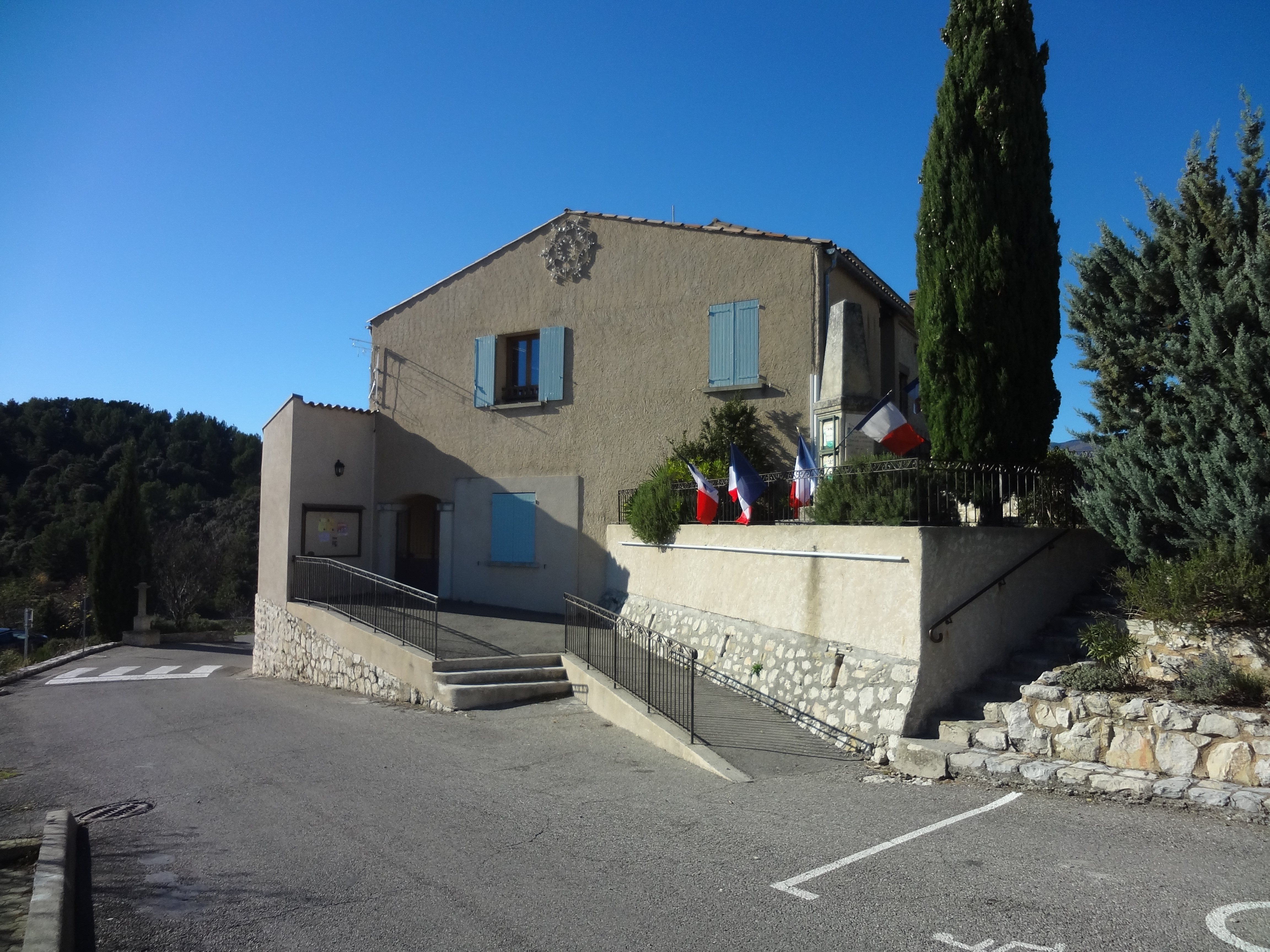
Façade occidentale de la mairie.

### Administration municipale
De par sa taille, la commune dispose d'un conseil municipal de 11 membres (article L2121-2 du Code général des collectivités territoriales). Lors du scrutin de 2008, il n’y eut qu’un seul tour et Paul Roucaud a été réélu conseiller municipal avec le huitième total de 121 voix, soit 53,07 % des suffrages exprimés. La participation a été de 86,69 %. Il a ensuite été nommé maire par le conseil municipal.

### Liste des maires
L'élection du maire est la grande innovation de la Révolution de 1789. De 1790 à 1795, les maires sont élus au suffrage censitaire pour 2 ans. De 1795 à 1800, il n’y a pas de maires, la commune se contente de désigner un agent municipal qui est délégué à la municipalité de canton.
En 1799-1800, le Consulat revient sur l'élection des maires, qui sont désormais nommés par le pouvoir central. Ce système est conservé par les régimes suivants, à l'exception de la Deuxième République (1848-1851). Après avoir conservé le système autoritaire, la Troisième République libéralise par la loi du 5 avril 1884 l'administration des communes : le conseil municipal, élu au suffrage universel, élit le maire en son sein.
| Période                                  | Période                       | Identité                        | Étiquette | Qualité     |
| ---------------------------------------- | ----------------------------- | ------------------------------- | --------- | ----------- |
|                                          | 1807                          | Jean François Amayenc           |           |             |
| 1808                                     | 1813                          | Jean Antoine Chambellan         |           |             |
| 1814                                     | 1817                          | François Benezet Chamberlan     |           |             |
| 1821                                     | 1825                          | Joseph Ronin                    |           |             |
| 1825                                     | 1842                          | François Aguillon               |           |             |
| 1842                                     | 1847                          | Jean Claude Bonin               |           |             |
| 1847                                     | 1848                          | Jean Baptiste Chambellan        |           |             |
| 1848                                     | 1849                          | Louis Viton                     |           |             |
| 1849                                     | 1852                          | Michel Trabue                   |           |             |
| 1852                                     | 1858                          | Jean Baptiste Chambellan        |           |             |
| 1858                                     | 1860                          | Edouard Etienne Garcin          |           |             |
| 1860                                     | 1861                          | Louis Viton                     |           |             |
| 1861                                     | 1865                          | Auguste Trabuc                  |           |             |
| 1865                                     | 1872                          | Louis Viton                     |           |             |
| 1872                                     | 1884                          | Barthélemy Richaud              |           |             |
| 1884                                     | 1893                          | Ferdinand Bonnet                |           |             |
| 1893                                     | 1894                          | Auguste Trabuc                  |           |             |
| 1894                                     | 1903                          | Albin Bonnet                    |           |             |
| 1903                                     | 1908                          | Marius Magnan                   |           |             |
| 1908                                     | 1924                          | Casimir Bonnet                  |           |             |
| 1924                                     | 1925                          | Fortuné Giraud                  |           |             |
| 1925                                     | après 1936 ?                  | Auguste Bouchet                 |           |             |
| mai 1945                                 |                               | Léonce Chauvin                  |           |             |
|                                          |                               |                                 |           |             |
| 1959                                     | 1971                          | Félicien Bonnet                 |           |             |
|                                          |                               | Léonce Chauvin[réf. nécessaire] |           |             |
| mars 1977                                | mars 2014                     | Paul Roucaud,                   | PCF       | Instituteur |
| mars 2014                                | En cours (au 12 janvier 2015) | Yannick Gendron                 | DVG       | Cadre       |
| Les données manquantes sont à compléter. |                               |                                 |           |             |

### Intercommunalité
Montfort fait partie:
- de 2005 à 2017, de la communauté de communes Lure-Vançon-Durance ;
- depuis le 1er janvier 2017, de la communauté de communes Jabron Lure Vançon Durance.

### Instances administratives et juridiques
Montfort est une des neuf communes de l'ancien canton de Volonne qui totalisait 11 886 habitants en 2012. Le canton a fait partie de l’arrondissement de Sisteron du 17 février 1800 au 10 septembre 1926, date de son rattachement à l'arrondissement de Forcalquier, et de la deuxième circonscription des Alpes-de-Haute-Provence. Montfort a fait partie du canton de Volonne de 1793 à 2015 ; à la suite du redécoupage des cantons du département, la commune est rattachée au canton de Château-Arnoux-Saint-Auban.
Montfort fait partie des juridictions d’instance de Forcalquier, de la prud'homale de Manosque, et de grande instance de Digne-les-Bains.

### Fiscalité
| Taxe                                        | Part communale | Part intercommunale | Part départementale | Part régionale |
| ------------------------------------------- | -------------- | ------------------- | ------------------- | -------------- |
| Taxe d'habitation                           | 2,28 %         | 0,00 %              | 5,53 %              | 0,00 %         |
| Taxe foncière sur les propriétés bâties     | 15,96 %        | 0,00 %              | 14,49 %             | 2,36 %         |
| Taxe foncière sur les propriétés non bâties | 57,15 %        | 0,00 %              | 47,16 %             | 8,85 %         |
| Taxe professionnelle                        | 0,00 %         | 16,95 %             | 10,80 %             | 3,84 %         |

La part régionale de la taxe d'habitation n'est pas applicable.
La taxe professionnelle est remplacée en 2010 par la cotisation foncière des entreprises (CFE) portant sur la valeur locative des biens immobiliers et par la contribution sur la valeur ajoutée des entreprises (CVAE) (les deux formant la contribution économique territoriale (CET) qui est un impôt local instauré par la loi de finances pour 2010).

## Population et société

### Démographie
L'évolution du nombre d'habitants est connue à travers les recensements de la population effectués dans la commune depuis 1765. Pour les communes de moins de 10 000 habitants, une enquête de recensement portant sur toute la population est réalisée tous les cinq ans, les populations de référence des années intermédiaires étant quant à elles estimées par interpolation ou extrapolation. Pour la commune, le premier recensement exhaustif entrant dans le cadre du nouveau dispositif a été réalisé en 2006.
En 2022, la commune comptait 333 habitants, en évolution de −1,19 % par rapport à 2016 (Alpes-de-Haute-Provence : +2,84 %, France hors Mayotte : +2,11 %).
| 1765 | 1793 | 1800 | 1806 | 1821 | 1831 | 1836 | 1841 | 1846 |
| ---- | ---- | ---- | ---- | ---- | ---- | ---- | ---- | ---- |
| 165  | 203  | 218  | 196  | 211  | 278  | 278  | 251  | 230  |

| 1851 | 1856 | 1861 | 1866 | 1872 | 1876 | 1881 | 1886 | 1891 |
| ---- | ---- | ---- | ---- | ---- | ---- | ---- | ---- | ---- |
| 245  | 224  | 195  | 212  | 187  | 197  | 180  | 189  | 151  |

| 1896 | 1901 | 1906 | 1911 | 1921 | 1926 | 1931 | 1936 | 1946 |
| ---- | ---- | ---- | ---- | ---- | ---- | ---- | ---- | ---- |
| 148  | 141  | 153  | 146  | 114  | 114  | 83   | 109  | 100  |

| 1954 | 1962 | 1968 | 1975 | 1982 | 1990 | 1999 | 2006 | 2011 |
| ---- | ---- | ---- | ---- | ---- | ---- | ---- | ---- | ---- |
| 153  | 182  | 142  | 240  | 259  | 382  | 385  | 389  | 372  |

| 2016 | 2021 | 2022 | - | - | - | - | - | - |
| ---- | ---- | ---- | - | - | - | - | - | - |
| 337  | 329  | 333  | - | - | - | - | - | - |

| 1378    | 1471    | 1695    |
| ------- | ------- | ------- |
| 25 feux | 15 feux | 30 feux |

L'histoire démographique de Montfort, après la saignée des XIVe et XVe siècles et le long mouvement de croissance jusqu'au début du XIXe siècle, est marquée par une période d'« étale » où la population reste relativement stable à un niveau élevé. Cette période dure de 1831 à 1851. L'exode rural provoque ensuite un mouvement de baisse de la population de longue durée. En 1921, la commune enregistre la perte de plus de la moitié de sa population par rapport au maximum historique de 1836. Le mouvement de baisse ne s'interrompt définitivement que dans les années 1960. Depuis, la population a fortement augmenté, dépassant le maximum historique de 1831.

#### Superficie et population
Le village de Montfort a une superficie de 1 208 ha et une population de 392 habitants (en 2006), ce qui le classe :
| Rang                          | Superficie | Population | Densité |
| ----------------------------- | ---------- | ---------- | ------- |
| France                        | 18 969e    | 16 250e    | 20 158e |
| Provence-Alpes-Côte d'Azur    | 602e       | 760e       | 489e    |
| Alpes-de-Haute-Provence       | 71e        | 172e       | 36e     |
| Arrondissement de Forcalquier | 33e        | 68e        | 24e     |
| Canton de Volonne             | 8e         | 9e         | 6e      |

### Enseignement

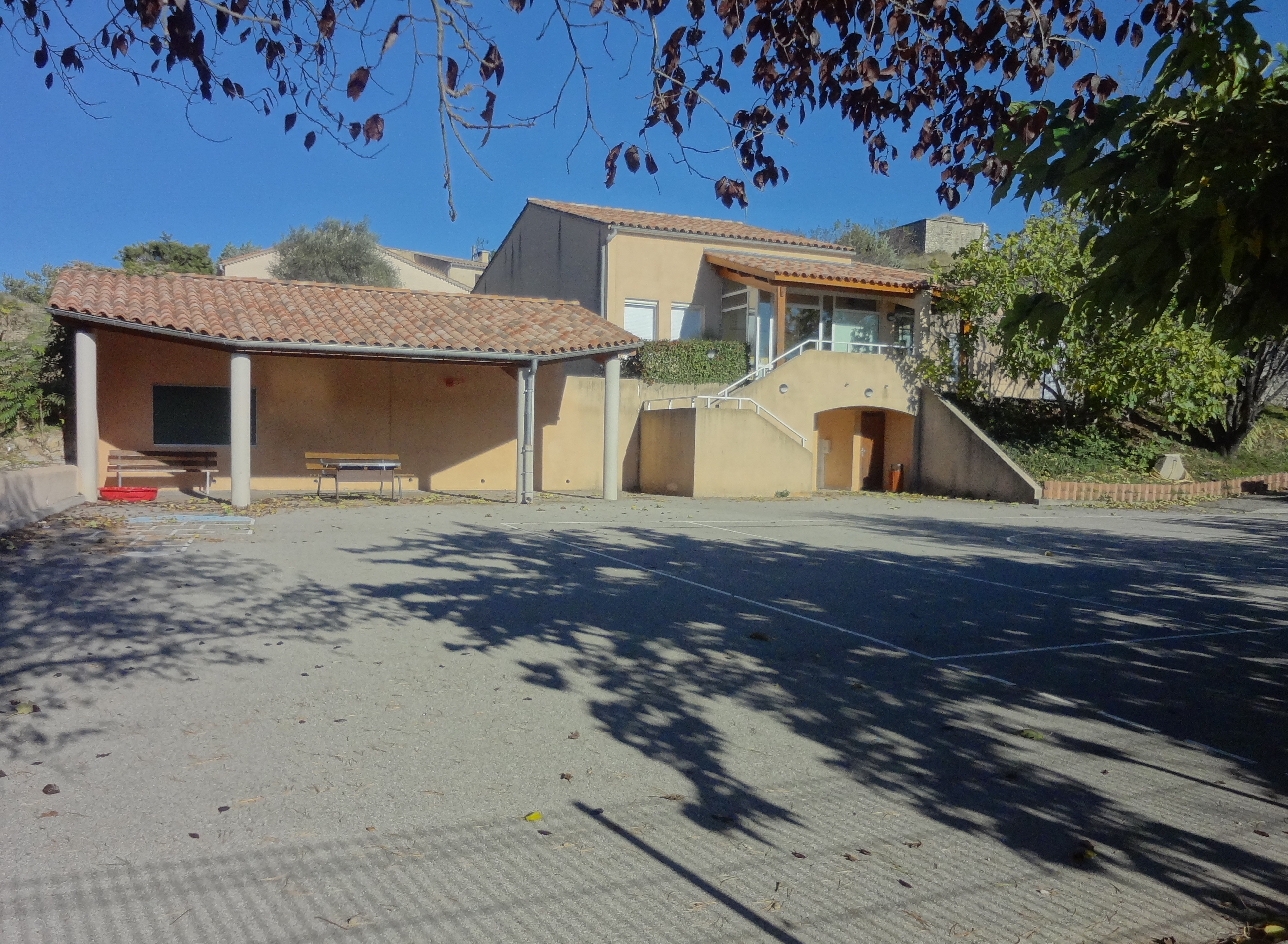
École communale.

La commune dispose d'une école primaire publique,. Ensuite les élèves sont affectés au collège Camille Reymond à Château-Arnoux,. Puis les élèves sont dirigés vers le lycée de la cité scolaire Paul Arène à Sisteron,.

### Santé
Il n'y a pas de médecin à Montfort, les plus proches sont à Château-Arnoux (2,30 km) ou aux Mées (3,6 km). Les pharmacies les plus proches sont aussi à Château-Arnoux ou aux Mées.
Le centre hospitalier le plus proche est celui de Sisteron, situé à 19 km.

### Cultes
Avant de faire partie du Canton de Volonne, Montfort faisait partie du diocèse et de la viguerie de Sisteron.

## Économie

### Aperçu général
En 2009, la population active s’élevait à 145 personnes, dont 19 chômeurs (10 fin 2011). Ces travailleurs sont majoritairement salariés (84 %) et travaillent majoritairement hors de la commune (82 %).

### Agriculture
Fin 2010, le secteur primaire (agriculture, sylviculture, pêche) comptait deux établissements actifs au sens de l’Insee (exploitants non-professionnels inclus) et aucun emploi salarié.
Le nombre d’exploitations professionnelles, selon l’enquête Agreste du ministère de l’Agriculture, est de quatre en 2010. Il était de 13 en 2000 (chiffre stable depuis 1988). Actuellement[Quand ?], ces exploitants sont essentiellement tournés vers les cultures permanentes (dont l’arboriculture) et les grandes cultures.
Les agriculteurs de la commune de Montfort peuvent prétendre à trois labels appellation d'origine contrôlée (AOC), dont le banon, et à neuf labels indication géographique protégée (IGP) (dont le petit épeautre, le miel de Provence et l’agneau de Sisteron). Parmi ces labels, ceux concernant le vin (alpes-de-haute-provence (IGP) blanc, rouge et rosé et VDP de Méditerranée blanc, rouge et rosé) ne sont pas utilisés, la vigne n’étant pas cultivée pour une production commerciale dans la commune.
La culture de l’olivier est pratiquée à Montfort depuis des siècles, tout en étant limitée à des surfaces restreintes. Le terroir de la commune se situe en effet à la limite altitudinale de l’arbre, qui ne peut que difficilement être exploité au-delà des 650 mètres. L’oliveraie de Montfort occupait plus de 10 hectares au début du XIXe siècle, et compte actuellement plusieurs milliers de pieds exploités. L’huile produite à partir des olives récoltées dans la commune bénéficie des AOC huile d’olive de Provence et huile d’olive de Haute-Provence.

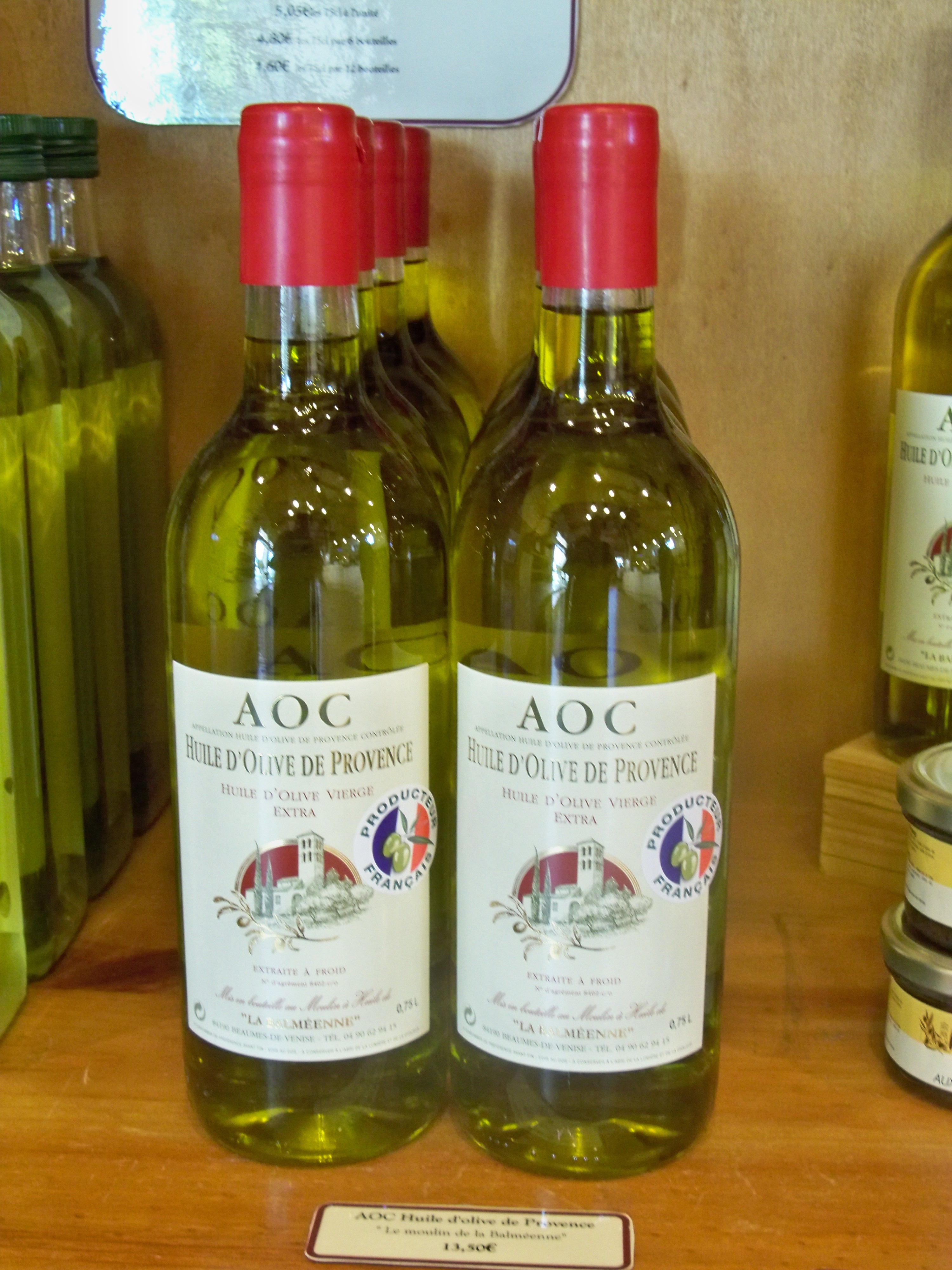
Huile de Provence AOC
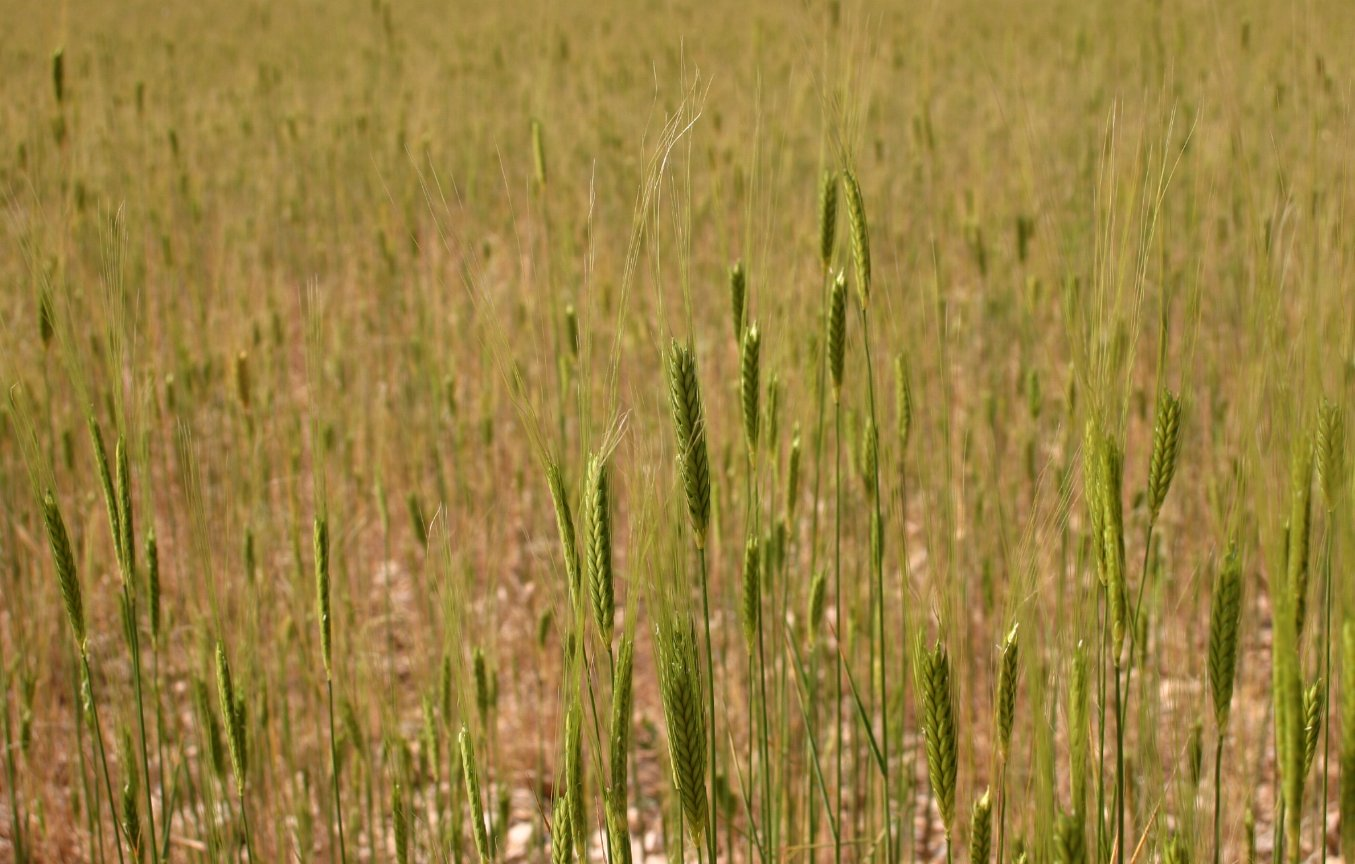
Petit épeautre
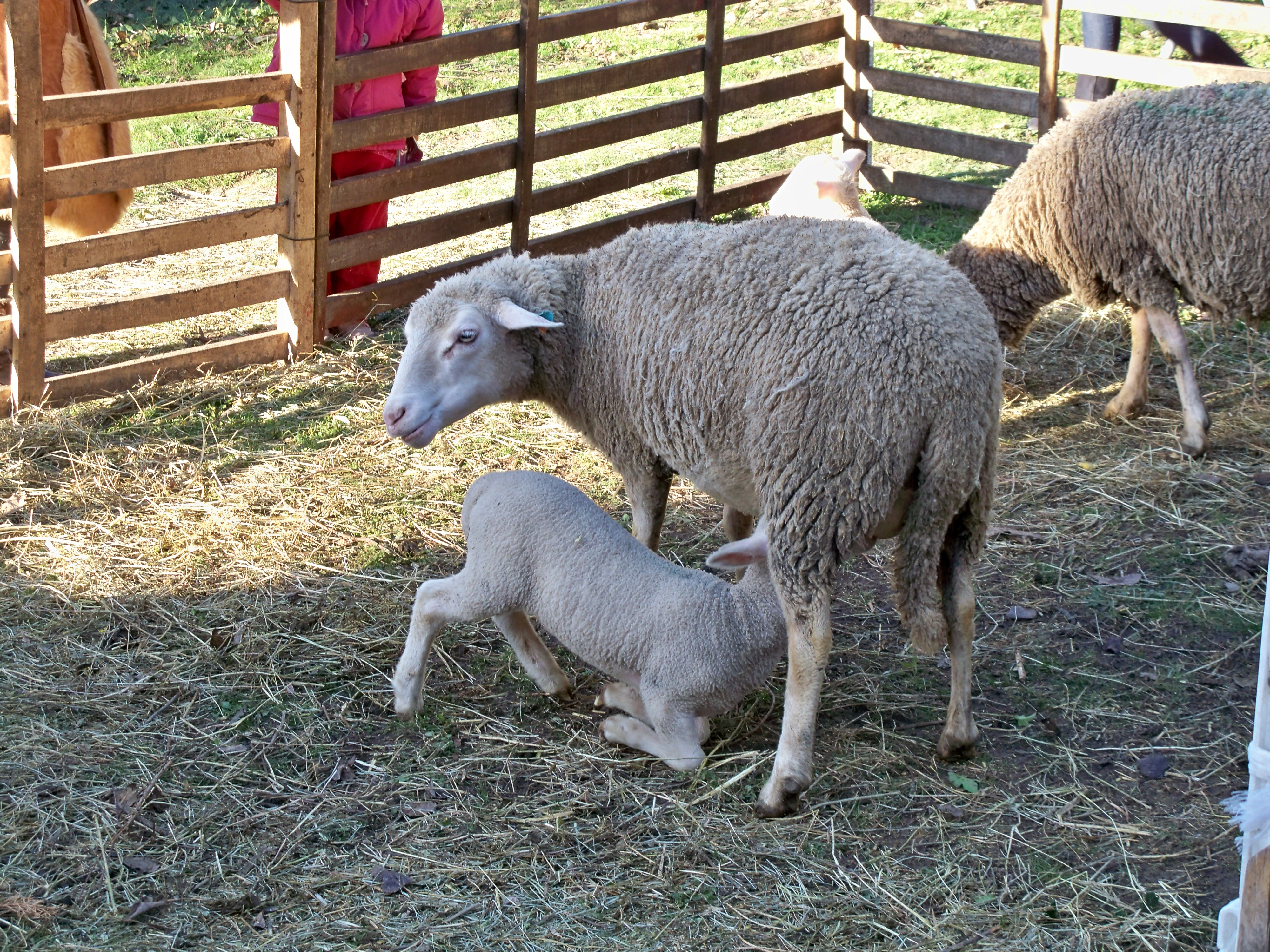
Agneau de Sisteron élevé sous sa mère
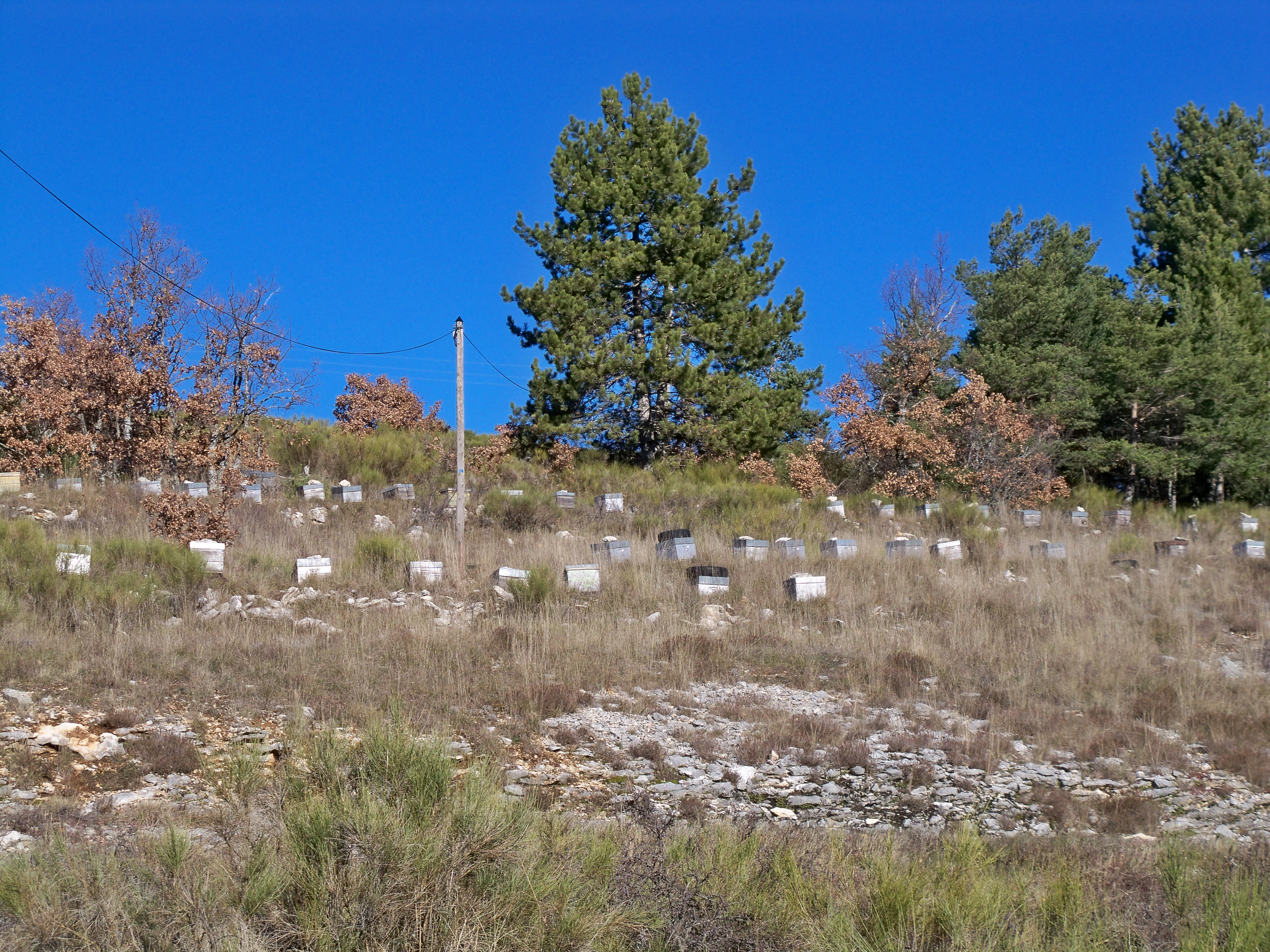
Ruches à la Combe du Pommier
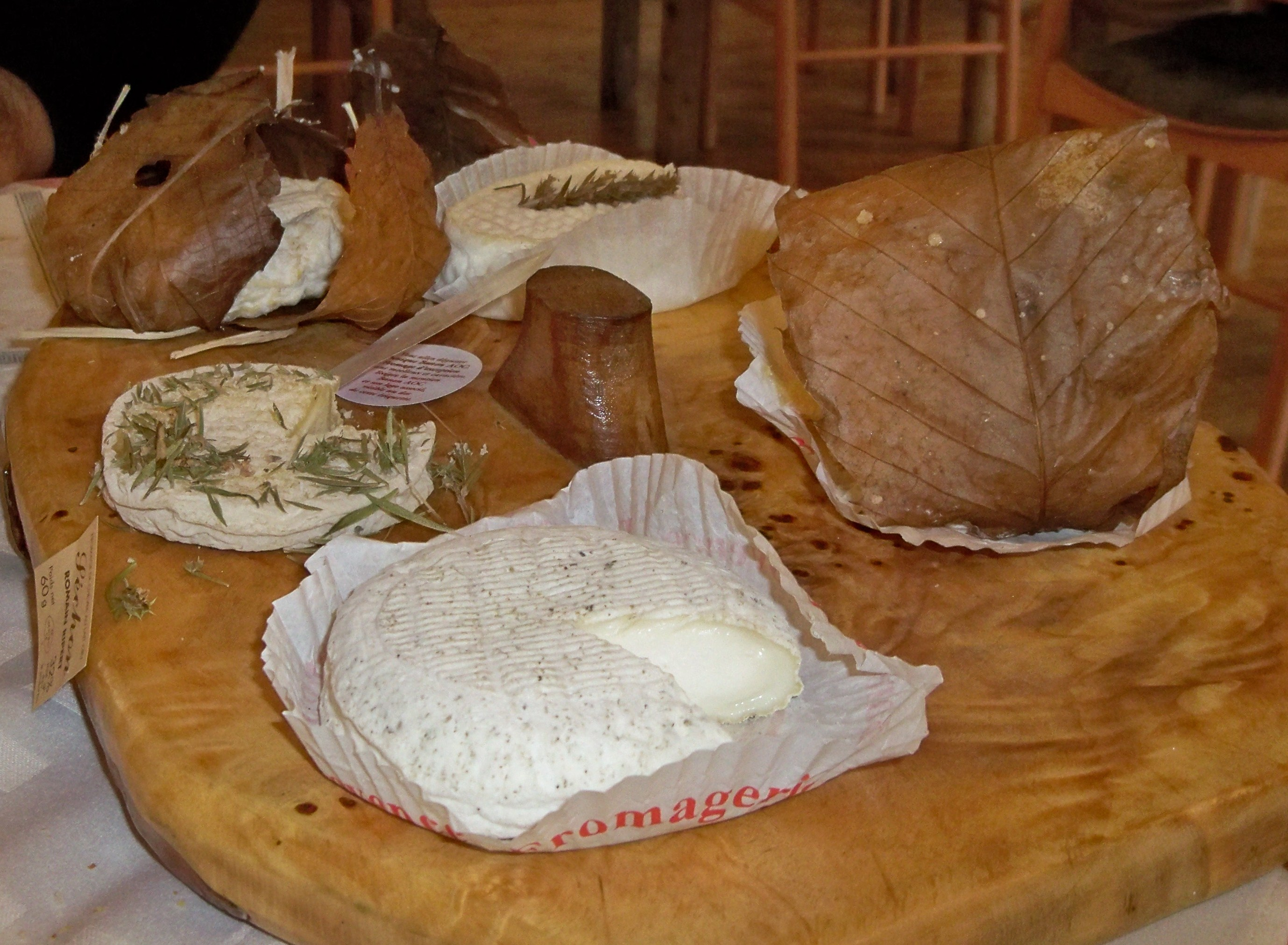
Plateau d'AOC Banon dans un restaurant de Revest-du-Bion

### Industrie
Fin 2010, le secteur secondaire (industrie et construction) comptait trois établissements, employant deux salariés.
Deux carrières sont exploitées par Bourjac et Perasso au lieu-dit le Grand-Bois.
Une centrale solaire photovoltaïque appartenant à Boralex est en service depuis 2015 sur d'anciens vergers, aux Sigalettes. Ses 40 000 panneaux couvrent 20,54 ha, dont 15,6 à Montfort et 4,94 à Peyruis. Elle atteint une puissance de 8,8 MWc (mégawatts en crête).

### Activités de service
Fin 2010, le secteur tertiaire (commerces, services) comptait neuf établissements (avec un emploi salarié), auxquels s’ajoutent les trois établissements du secteur administratif (regroupé avec le secteur sanitaire et social et l’enseignement), salariant 43 personnes.
D'après l’Observatoire départemental du tourisme, la fonction touristique est secondaire pour la commune, avec moins d’un touriste accueilli par habitant, la capacité d'hébergement étant très faible.  Les résidences secondaires ne sont que 12 (soit 7 % des logements) et ne constituent pas un potentiel touristique,.

## Lieux et monuments
- Château

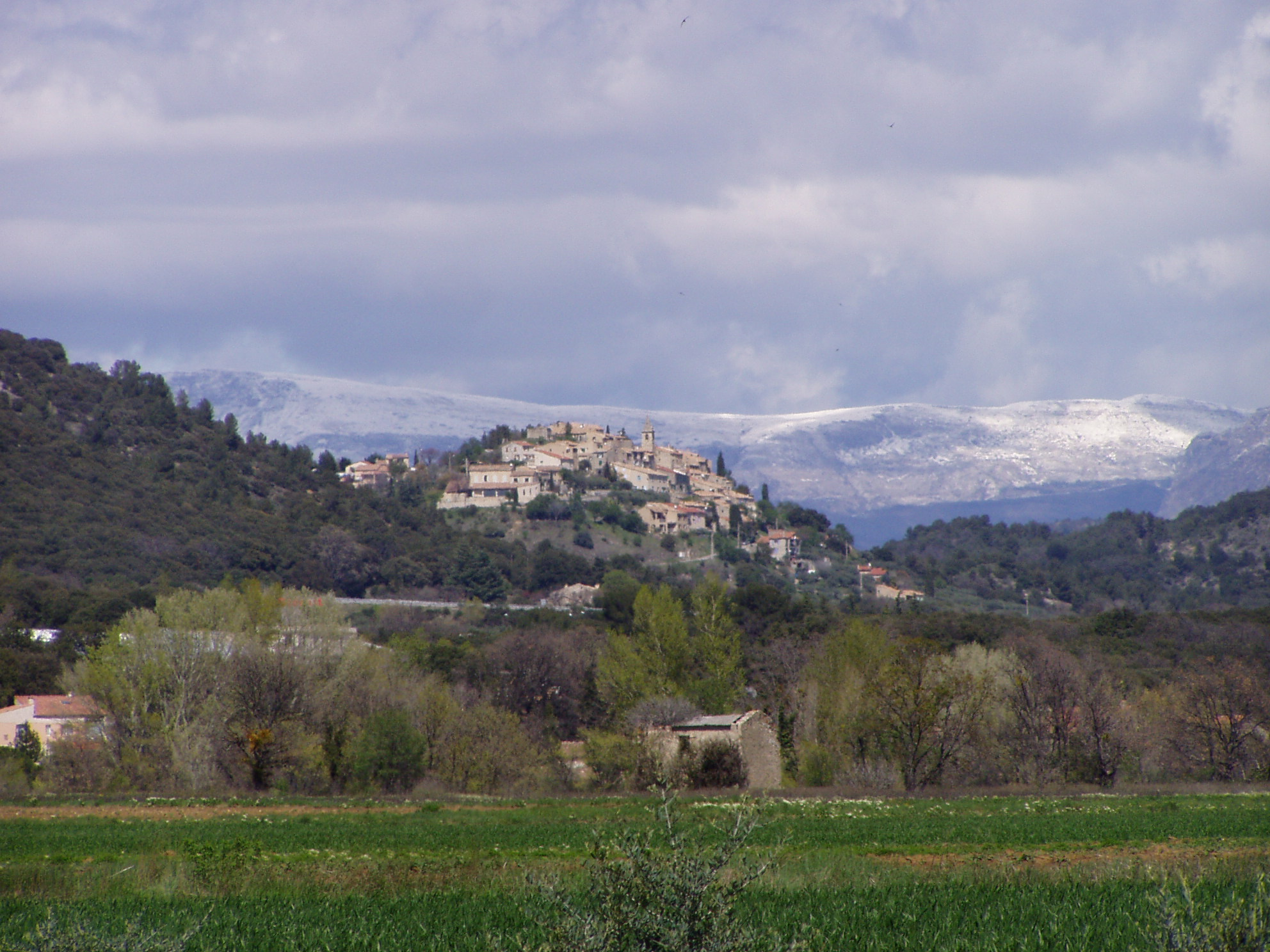
Village de Montfort (vue de Peyruis).

Les ruines d’un château datant de 1574 dominent le village, accrochées à la montagne et intégrées aux fortifications du village.
- Rues en escalier
- Ponts anciens

Plusieurs ponts de la commune sont assez anciens :
- les trois ponts subsistant sur les quatre de la voie royale, construits en 1782 en moellons irréguliers. Ce sont :
  - le pont sur le torrent Saint-Jean (arche de 7,75 m de portée) ;
  - le pont de la Font de Noël (arche de 5,8 m de portée) ;
  - le pont du torrent de Figon (arche de 3,8 m de portée)
  - le pont sur le Mardaric, disparu, appartenait au même programme de construction.

Il subsiste également des vestiges de la route royale, dont l’empierrement est soigné, et bordée de pierres de rive sur champ. Elle est indiquée comme voie Domitienne sur la carte IGN.

Église Saint-Donat de Montfort.

Le pont sur le ravin du pas de Vèze, sur la route entre la chapelle Saint-Donat et le hameau de Chabannes, en contrebas de la RD 801. Construit en grès vert, il est doté de culées massives et de murs de soutènement. Long de 61 m, haut de 5 à 8 m, large de 7 à 8 m, il est construit sur une voûte plein cintre. Le ravin est canalisé en amont et en aval pour permettre un franchissement perpendiculaire. La datation n’est pas donnée par Guy Barruol.
- Église Sainte-Madeleine

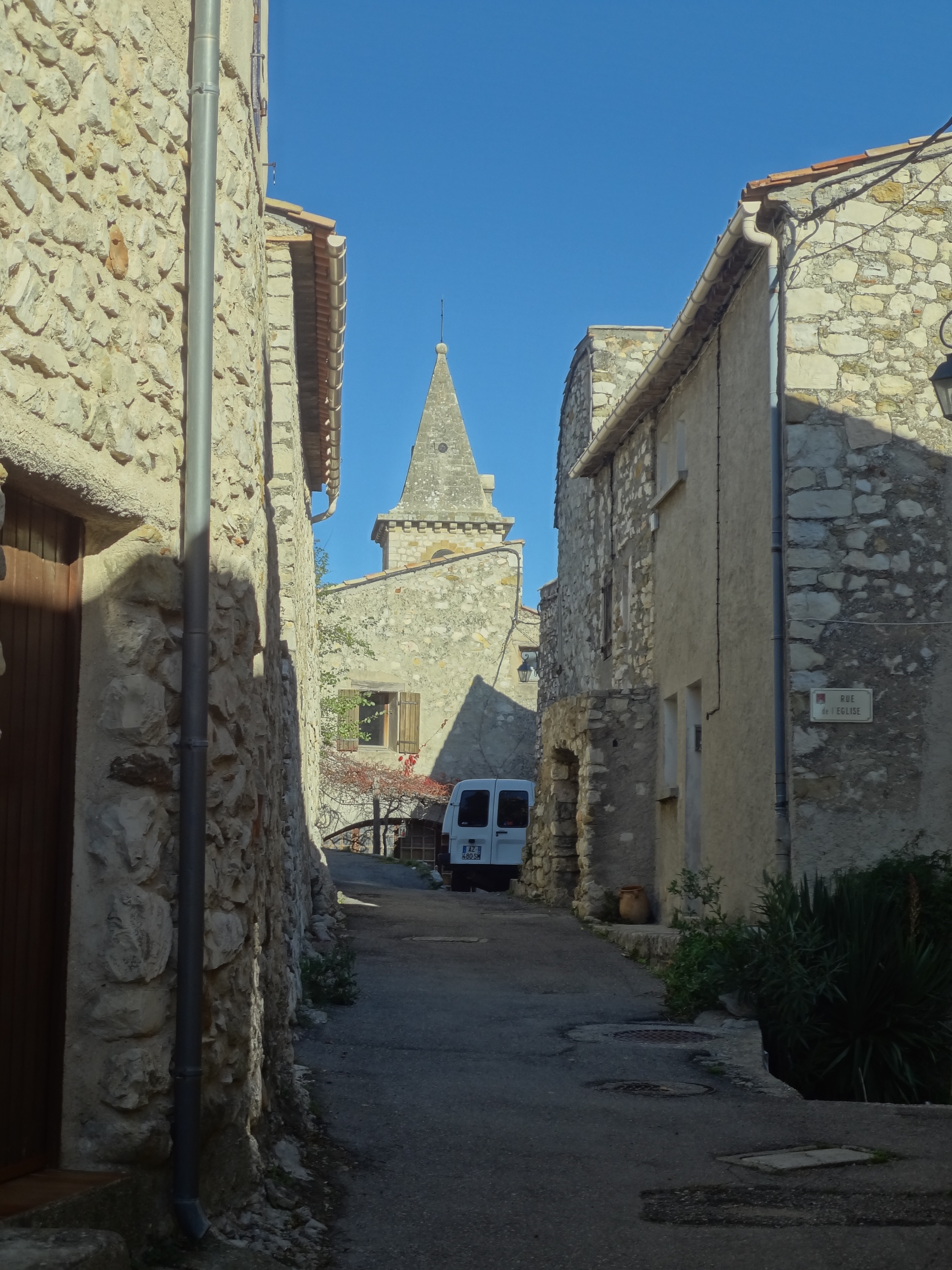
Clocher de l’église Sainte-Madeleine, au village.

L’église Sainte-Madeleine est construite à la fin du XVIIe siècle. Les deux travées de la nef et le chœur à chevet plat sont voûtés d’arêtes. Le clocher-tour construit contre le chœur, et surmonté d’une flèche pyramidale, est en pierres jaunes et blanches. Elle abrite deux statues de bois, représentant saint Jean et la Vierge, datées du XVIe siècle et classées monument historique au titre objet.
- Ermitage de saint Donat

Il comprend l'église Saint-Donat (monument historique dans un site inscrit). Cet ermitage serait le lieu où saint Donat se serait retiré (en concurrence avec la chapelle Notre-Dame de Lure).

### Vie locale
Un marché de Noël a lieu le premier week-end de décembre.

### Personnalités liées à la commune
- Saint Donat du Val, saint de l’Église catholique romaine et de l'Église orthodoxe, y a vécu en ermite et y est sans doute mort vers 535[105].
- Gaston Dominici, principal protagoniste de l’Affaire Dominici, y a vécu chez sa fille Clotilde de 1960 à 1962 après sa sortie de prison.

### Héraldique
| Blason de Montfort | Blason  | De gueules à trois tours crénelées d'or, maçonnées de sable, deux en chef et une en cœur, celle-ci soutenue d'une montagne d'argent, herbée de sinople, mouvante de la pointe de l'écu. |
| Blason de Montfort | Détails | Le statut officiel du blason reste à déterminer. |